# Cephalodella gusuleaci
Cephalodella gusuleaci är en hjuldjursart som beskrevs av Rodewald 1935. Cephalodella gusuleaci ingår i släktet Cephalodella och familjen Notommatidae. Inga underarter finns listade i Catalogue of Life.